# Bourreria obovata
Bourreria obovata là loài thực vật có hoa trong họ Mồ hôi. Loài này được Eastw. mô tả khoa học đầu tiên năm 1909.